# کیلشاکتی
کیلشاکتی (به قزاقی: Kylshakty) یک رود در قزاقستان است که در شچوچینسک واقع شده‌است.